# Palais de la musique d'Athènes
Le palais de la musique d'Athènes (en grec moderne : Μέγαρο Μουσικής Αθηνών / Mégaro Moussikís Athinón), également connu sous le nom de Megaron, est une salle de concert située sur l'avenue Vasilíssis Sofías à Athènes. Inauguré en 1991 et agrandi au début des années 2000, le complexe accueille des concerts, des opéras, des conférences et autres manifestations culturelles.

## Histoire
Le projet d'une grande salle consacrée aux œuvres musicales, soutenu dès les années 1950 par la chanteuse Alexándra Triánti (el), vit le jour sous l'impulsion de Chrístos Lambrákis, patron de presse et président de l'association des « amis de la musique ». La salle principale fut conçue d'après les plans de l'acousticien Heinrich Keilholz (de), repris par les architectes grecs Emmanouíl Vourékas (el) et Ilías Skroubélos. Les travaux de l'enveloppe en béton débutèrent dans les années 1970. Cependant, des difficultés financières entrainèrent des retards de livraison. Commencé en 1976, le complexe ne fut inauguré qu'en mars 1991,.
En 1992 y furent notamment jouées plusieurs œuvres consacrées au personnage mythologique d'Électre, dont l'opéra Elektra de Richard Strauss et la tragédie de Sophocle, Électre, par la troupe du théâtre de la Taganka. L'année suivante furent notamment présentés Die ägyptische Helena de Richard Strauss, Iphigénie en Tauride de Christoph Willibald Gluck, Hélène d'Euripide et un opéra de Thános Mikroútsikos. Le lieu accueillit également en 1993 un ballet chorégraphié par Maurice Béjart, Ballade de la rue Athina.
En 1997, d'importants travaux d'extension furent actés. Sous la houlette de l'architecte Aléxandros Tombázis (en), des espaces comprenant des salles de concert, des espaces de conférences et un parking furent ajoutés. La conception et l'aménagement du sol furent confiés à l'architecte Christopher Alexander. Inauguré en 2003, le nouveau Centre international de conférences accueillit ses premières représentations musicales l'année suivante.
L'institution encourage la création d'opéras par les artistes grecs comme Míkis Theodorákis, Thános Mikroútsikos, Yórgos Kouroupós, Yórgos Sisiliános et Periklís Koúkos. Elle est toutefois ouverte aux représentations de chant populaire et traditionnel. Lieu reconnu sur la scène musicale européenne, Mstislav Rostropovitch et d'autres grands noms de la musique saluèrent son acoustique.
Malgré l'apport financier de mécènes, la situation financière déplorable de l'institution conduisit à sa nationalisation en 2016.

## Équipement musical
Parmi les aménagements initiaux de 1991 figure la salle principale Chrístos-Lambrákis, anciennement salle « des amis de la musique », d'une capacité d'environ 1 960 places assises,. Utilisée pour les concerts, les opéras, les récitals et des conférences, elle abrite le plus grand orgue de Grèce, conçu par la société allemande Johannes Klais Orgelbau. La salle Dimítris-Mitrópoulos, du nom du chef d'orchestre, pianiste et compositeur grec naturalisé américain, est d'une capacité de près de 500 places assises,. Elle est généralement destinée aux spectacles de musique de chambre et de danse.
Dans les années 2000, les extensions du Centre international de conférences permettent l'aménagement de la salle Alexándra-Triánti, d'une capacité de 1 500 à 1 750 places assises selon les configurations. Cet espace de 1 200 m2 est habituellement dévolu aux opéras et ballets,. La salle Níkos-Skalkótas, nommée en hommage au célèbre compositeur grec et disposant d'environ 400 places assises, a également été ouverte pour des conférences et des représentations musicales,. En outre, la bibliothèque musicale Lílian-Voudoúri (en) fut fondée en 1997 grâce au legs historique d'Alexándra Triánti et au soutien de la fondation gérée par l'homme d'affaires Áris Voudoúris (el). En 2007, la bibliothèque investit un espace de 3 800 m2 dans les nouvelles installations du palais de la musique,. Des studios d'enregistrement, des jardins, un atrium et des espaces de conférence et d'exposition complètent l'offre d'équipement.

## Galerie

Les quatre principales salles du palais de la musique d'Athènes.
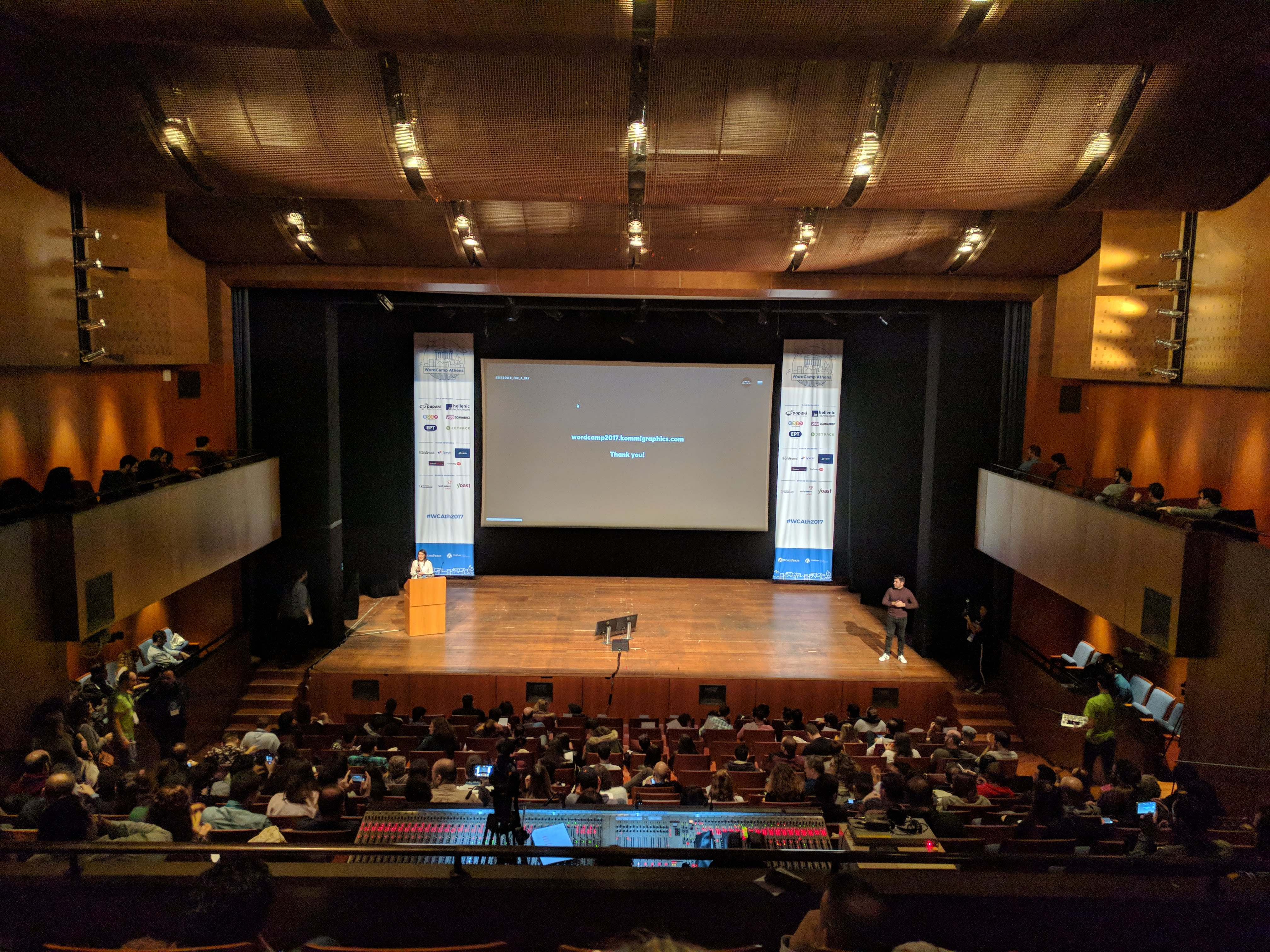
La salle Níkos-Skalkótas.